# Eelco Verwijs

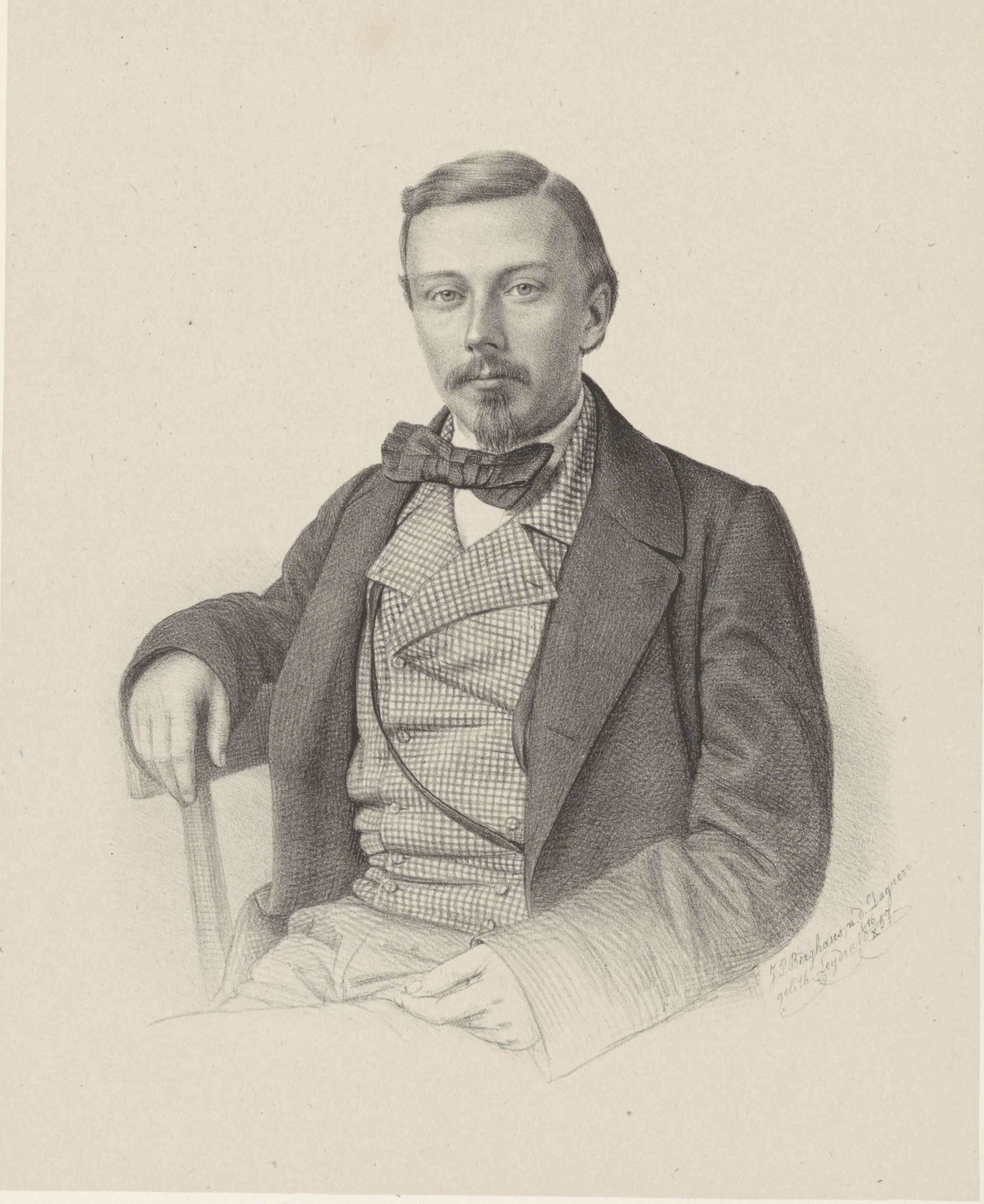
Eelco Verwijs

Eelco Verwijs, född 17 juli 1830 i Deventer, död 28 mars 1880 i Arnhem, var en nederländsk filolog. 
Verwijs studerade i Deventer och i Groningen teologi och, som lärjunge av Willem Jozef Andreas Jonckbloet och Matthias de Vries, nederländsk litteraturhistoria och filologi. Han var en tid gymnasielärare och arkivarie i Friesland och från 1868, efter Lammert Allard te Winkel, medredaktör i Woordenboek der Nederlandsche taal. 
Verwijs utgav, utom en serie filologiska editioner av 1600-talets nederländska författare, "Nederlandsche klassieken" (1862-69), bland annat Jacob van Maerlants "Wapene Martijn" (1857), den första doktorsavhandling i Nederländerna över ett ämne ur den nederländska litteraturen (ny upplaga: Jacob von Maerlants "Strophische Gedichten", 1880), Spieghel historiael (tillsammans med de Vries 1863), Der naturen bloeme (1878), "Gedichten van Willem van Hildegaersberch" (1870), "Die Rose van Heinric van Aken" (nederländsk bearbetning av "Roman de la rose", 1868). Tillsammans med Jacob Verdam utgav Verwijs (1882 ff.) början av Middelnederlandsch woordenboek, tillsammans med Pieter Jakob Cosijn tidskriften "Taal- en letterbode" (1870–75), med Cosijn och Hendrik Kern "Taalkundige bijdragen" (1877–79).